# Homapoderus hemixanthocnemis
Homapoderus hemixanthocnemis es una especie de coleóptero de la familia Attelabidae.

## Distribución geográfica
Habita en Camerún.